# Stade d’Oyem
Das Stade d’Oyem ist ein Fußballstadion in der gabunischen Stadt Oyem, Provinz Woleu-Ntem. Am 9. Januar 2017, wenige Tage vor Beginn der Fußball-Afrikameisterschaft, wurde das Stadion offiziell von Staatspräsident Ali-Ben Bongo Ondimba eröffnet.

## Geschichte
Der Bau liegt mitten im tropischen Regenwald des Landes und begann im September 2015. Die Anlage mit 20.500 Plätzen wurde für die Fußball-Afrikameisterschaft 2017 errichtet. Im November 2016, rund sieben Wochen vor Beginn des Turniers, war die Spielstätte noch nicht fertiggestellt. Es gab mit den Anwohnern Streit um Elektrizität und Wasser, was den Bau für acht Tage zum Erliegen brachte. Die Stadionkonstruktion stand, aber es fehlten wichtige Installations- und Einrichtungselemente. Bis zum Start wurde das Stade d’Oyem nicht mehr zu 100 Prozent fertig. Es konnten aber die Spiele der Afrikameisterschaft durchgeführt werden. Es fanden fünf Spiele der Vorrundengruppe C und eines der Gruppe D sowie ein Viertelfinale statt. 